# Premier League de Benín
La Premier League de Benín, también llamada Championnat National du Bénin en francés, es la máxima categoría del fútbol en Benín. La liga fue fundada en 1969 y es organizada por la Federación Beninense de Fútbol.

## Formato
Actualmente, está compuesta por 14 clubes que participan en un torneo de dos vueltas, en partidos de ida y regreso. El equipo campeón obtiene la clasificación a la Liga de Campeones de la CAF. Los últimos dos clubes en la clasificación sufren el descenso a la Segunda División que está formada por 11 equipos.

## Equipos 2022-23

Benín.

| - Ajijas Cotonou - AS Cavaliers - AS Cotonou - AS Dragons FC de l’Ouémé - AS Police FC - ASPAC FC - AS Takunnin - ASVO FC - Avrankou Omnisports - Ayéma FC - Aziza FC - Bani Gansè FC | - Béké FC - Buffles du Borgou FC - Coton FC - Dadjè FC - Damissa FC - Djèffa FC - Dynamique FC - Dynamo FC d’Abomey - Dynamo FC - Energie Sport FC - ESAE FC - Espoir FC | - Hodio FC - JA Kétou - JS Ouidah - JS Pobè - OFMAS-SAD FC - Panthères FC - Réal Sports de Parakou - Requins de l’Atlantique FC - Sitatunga FC - Sobemap FC - Soleil FC - Tonnerre d’Abomey FC |

## Palmarés
| Temporada | Campeón                                     | Subcampeón                                  |
| --------- | ------------------------------------------- | ------------------------------------------- |
| 1969      | FAD Cotonou                                 |                                             |
| 1970      | AS Porto-Novo                               |                                             |
| 1971      | AS Cotonou                                  |                                             |
| 1972      | AS Porto-Novo                               |                                             |
| 1973      | AS Porto-Novo                               |                                             |
| 1974      | Etoile Sportive Porto-Novo                  |                                             |
| 1975      | Liga no disputada                           | Liga no disputada                           |
| 1976      | Liga no disputada                           | Liga no disputada                           |
| 1977      | Liga no disputada                           | Liga no disputada                           |
| 1978      | AS Dragons FC de l'Ouémé                    |                                             |
| 1979      | AS Dragons FC de l'Ouémé                    |                                             |
| 1980      | Buffles du Borgou FC                        |                                             |
| 1981      | Ajijas Cotonou                              |                                             |
| 1982      | AS Dragons FC de l'Ouémé                    |                                             |
| 1983      | AS Dragons FC de l'Ouémé                    |                                             |
| 1984      | Lions de l'Atakory                          |                                             |
| 1985      | Requins de l'Atlantique                     |                                             |
| 1986      | AS Dragons FC de l'Ouémé                    |                                             |
| 1987      | Requins de l'Atlantique                     |                                             |
| 1988      | Liga no disputada                           | Liga no disputada                           |
| 1989      | AS Dragons FC de l'Ouémé                    |                                             |
| 1990      | Requins de l'Atlantique                     |                                             |
| 1991      | Postel Sport FC                             |                                             |
| 1992      | Buffles du Borgou FC                        |                                             |
| 1993      | AS Dragons FC de l'Ouémé                    |                                             |
| 1994      | AS Dragons FC de l'Ouémé                    |                                             |
| 1995      | Toffa Cotonou FC                            |                                             |
| 1996      | Mogas 90 FC                                 | AS Dragons FC de l'Ouémé                    |
| 1997      | Mogas 90 FC                                 | AS Dragons FC de l'Ouémé                    |
| 1998      | AS Dragons FC de l'Ouémé                    | Mogas 90 FC                                 |
| 1999      | AS Dragons FC de l'Ouémé                    | Mogas 90 FC                                 |
| 2000      | Liga no oficial                             | Liga no oficial                             |
| 2001      | Liga no oficial                             | Liga no oficial                             |
| 2001–02   | AS Dragons FC de l'Ouémé                    | Requins de l'Atlantique                     |
| 2003      | AS Dragons FC de l'Ouémé                    | Buffles du Borgou FC                        |
| 2004      | Liga abandonada                             | Liga abandonada                             |
| 2005–06   | Mogas 90 FC                                 | AS Dragons FC de l'Ouémé                    |
| 2007      | Tonnerre d'Abomey FC                        | Soleil FC                                   |
| 2008–09   | Torneo de transición, declarado inválido    | Torneo de transición, declarado inválido    |
| 2009–10   | ASPAC FC                                    | Buffles du Borgou FC                        |
| 2010–11   | Liga abandonada                             | Liga abandonada                             |
| 2011–12   | ASPAC FC                                    | Tonnerre d'Abomey FC                        |
| 2012–13   | JS Cotonou                                  | Panthères de Djougou                        |
| 2013–14   | Buffles du Borgou FC                        | Panthères de Djougou                        |
| 2014–15   | Liga abandonada                             | Liga abandonada                             |
| 2016      | Liga abandonada                             | Liga abandonada                             |
| 2017      | Buffles du Borgou FC                        | Energie FC                                  |
| 2018–19   | Buffles du Borgou FC                        | Béké FC                                     |
| 2019–20   | Cancelado debido a la pandemia del COVID-19 | Cancelado debido a la pandemia del COVID-19 |
| 2021      | Loto-Popo FC                                | Buffles du Borgou FC                        |
| 2021–22   | Coton Sport de Ouidah FC                    | Buffles du Borgou FC                        |
| 2022–23   | Coton Sport de Ouidah FC                    | Loto-Popo FC                                |
| 2023–24   | Coton Sport de Ouidah FC                    | Dadjè FC                                    |
| 2024–25   | Dadjè FC                                    | Coton Sport de Ouidah FC                    |

## Títulos por club
| Club                       | Ciudad     | Campeón | Años campeón                                                           |
| -------------------------- | ---------- | ------- | ---------------------------------------------------------------------- |
| AS Dragons FC de l'Ouémé   | Porto-Novo | 12      | 1978, 1979, 1982, 1983, 1986, 1989, 1993, 1994, 1998, 1999, 2002, 2003 |
| Buffles du Borgou FC       | Parakou    | 5       | 1980, 1992, 2014, 2017, 2019                                           |
| AS Porto-Novo              | Porto-Novo | 3       | 1970, 1972, 1973                                                       |
| Requins de l'Atlantique FC | Cotonú     | 3       | 1985, 1987, 1990                                                       |
| Mogas 90 FC                | Cotonú     | 3       | 1996, 1997, 2006                                                       |
| Coton Sport FC             | Ouidah     | 3       | 2022, 2023, 2024                                                       |
| ASPAC FC                   | Cotonú     | 2       | 2010, 2012                                                             |
| FAD Cotonou                | Cotonú     | 1       | 1969                                                                   |
| AS Cotonou                 | Cotonú     | 1       | 1971                                                                   |
| Etoile Sportive Porto-Novo | Porto-Novo | 1       | 1974                                                                   |
| Ajijas Cotonou             | Cotonú     | 1       | 1981                                                                   |
| Lions de l'Atakory         | Cotonú     | 1       | 1984                                                                   |
| Postel Sport FC            | Porto-Novo | 1       | 1991                                                                   |
| Toffa Cotonou FC           | Cotonú     | 1       | 1995                                                                   |
| Tonnerre d'Abomey FC       | Abomey     | 1       | 2007                                                                   |
| JS Cotonou                 | Cotonú     | 1       | 2013                                                                   |
| Loto-Popo FC               | Lokossa    | 1       | 2021                                                                   |
| Dadjè FC                   | Aplahoué   | 1       | 2025                                                                   |